# (861) Aïda
(861) Aïda – planetoida z grupy pasa głównego asteroid okrążająca Słońce w ciągu 5 lat i 205 dni w średniej odległości 3,14 au. Została odkryta 22 stycznia 1917 roku w Landessternwarte Heidelberg-Königstuhl w Heidelbergu przez Maxa Wolfa. Nazwa pochodzi od opery Aida włoskiego kompozytora Giuseppe Verdiego.